# Třída Temes (1904)
Třída Temes byla třída monitorů rakousko-uherského námořnictva. Skládala se z jednotek Temes a Bodrog. Stavba lodí byla objednána roku 1902 v budapešťské loděnici Schönichen & Hartmann. Bodrog byl dokončen roku 1904, zatímco Temes až v polovině roku následujícího.

## Konstrukce
Uspořádání vybavení a kajut se u obou lodí lišilo, protože Temes se měl stát novou vlajkovou lodí rakousko-uherské dunajské flotily. Velikostí lodě odpovídaly předchozí třídě Körös, měly však jinak řešenu nástavbu a výzbroj. Dvě jednohlavňové dělové věže se 120mm kanóny Škoda stály vedle sebe na úrovní velitelské věže. Na zádi byla pouze 120mm houfnice s pancéřovým štítem a další zbraně byly na nástavbě (dva 37mm kanóny a kulomet).

## Operační nasazení

### První světová válka
Obě lodi byly bojově nasazeny v první světové válce. Temes se však již 23. října 1914 potopil po najetí na minu na řece Sávě. Ztráty čítaly 31 mrtvých a 10 raněných. Jelikož k tomu došlo v místě bojů, příležitost k jeho vyzvednutí se naskytla až v březnu roku 1916. Temes byl následně až do poloviny roku 1917 modifikován. Záďovou houfnici nahradily dvě dělové věže, stojící za sebou v ose lodi a vyzbrojené dvouúčelovými 90mm kanóny z plzeňské Škodovky. Rovněž nová nástavba byla znatelně menší. Temes pak operoval na dolním Dunaji a na konci války odplul do Budapešti.
Bodrog operoval v letech 1914–1915 proti Srbsku a po vstupu Rumunska do války na straně Dohody podporoval operace proti němu. Rok 1917 strávil víceméně v nečinnosti a mezi dubnem a zářím 1918 operoval v Rusku. Po skončení války byl odeslán do Budapešti, po cestě však 31. října u Višnice najel na mělčinu a byl ukořistěn Srbskem. Zde byl přejmenován na Sava.

### Další osudy
Po skončení války byl Temes v Budapešti zajištěn představiteli Dohody a odeslán do Bělehradu, kde ho společně s dalšími čtyřmi monitory převzalo Království Srbů, Chorvatů a Slovinců. To ho přejmenovalo podle řeky Drina. Na konferenci v Paříži bylo nakonec rozhodnuto ponechat nově vzniklému Království SHS pouze Savu (ex Bodrog) a naopak Drina (ex Temes) musela být Královstvím SHS předána Rumunsku.
Po invazi do Jugoslávie v době druhé světové války byl monitor Sava (ex Bodrog) potopen vlastní posádkou poblíž Bělehradu. Nezávislý stát Chorvatsko vrak vyzvedl a opravil. V září 1944 ho poblíž Slavonského Brodu potopila vlastní posádka. Po válce byl monitor opět vyzvednut a opraven, načež sloužil ještě po celá padesátá léta.
Rumunsko získalo bývalý monitor Drina, tedy někdejší Temes a dále ho provozovalo jako Ardeal. Jeho dvě dělové věže zde dostaly nové 120mm kanóny Škoda o délce hlavně 50 ráží. Ardeal byl krátce bojově nasazen během operace Barbarossa. Po kapitulaci Rumunska v roce 1944 byl předán sovětské dunajské flotile a přejmenován na Berdjansk. Vrácen byl až řadu let po válce.